# Irene Silverblatt
Irene Marsha Silverblatt (nascida em 1948) é professora de antropologia cultural na Universidade Duke. Seu trabalho de pesquisa gira principalmente em torno de questões sobre raça e religião no Peru durante a Inquisição Espanhola. Silverblatt obteve seu doutorado na Universidade de Michigan.
Silverblatt estuda a interseção das categorias de raça e religião e como as categorias coloniais baseadas nelas afetam o mundo contemporâneo. Ela é uma importante estudiosa da história moderna peruana e dos efeitos da religião e da raça na América do Sul espanhola .

## Artigos
- Glauz-Todrank, Annalise E; Boyarin, Jonathan; Silverblatt, Irene; Geller, Jay; Gross, Aaron; Imhoff, Sarah; Sippy, Shana (2014). «Jewish identification and critical theory: The political significance of conceptual categories». Critical Research on Religion (em inglês). 2 (2): 165–194
- «Heresies and Colonial Geopolitics». Romanic Review. 103 (1/2): 65–80. 2012

- «Confronting Nationalisms, Cosmopolitan Visions, and  the Politics of Memory: Aesthetics of Reconciliation and Selma Meerbaum-Eisinger in Western Ukraine». Dissidences. 4 (8). 2012

- «Chasteté et pureté des liens sociaux dans le Pérou du XVIIe siècle:». Cahiers du Genre. n° 50 (1): 17–40. 2011

- «Colonial Peru and the Inquisition: Race-Thinking, Torture, and the Making of the Modern World». Transforming Anthropology (em inglês). 19 (2): 132–138. 2011

- «Colonial Conspiracies». Ethnohistory. 53 (2): 259–280. 2006
- «New Christians and New World Fears in Seventeenth-Century Peru». Comparative Studies in Society and History. 42 (3): 524–546. 2000

## Capítulos de livro
- Silverblatt, Irene (2002). «New Christians and New World Fears in Seventeenth-Century Peru». In:  Axel. From the Margins: Historical Anthropology and Its Futures. [S.l.]: Duke University Press. pp. 95–121

## Livros
- Silverblatt, Irene (2004). Modern Inquisitions: Peru and the Colonial Origins of the Civilized World (em inglês). [S.l.]: Duke University Press. ISBN 978-0-8223-3417-0
- Silverblatt, Irene (1987). Moon, Sun, and Witches: Gender Ideologies and Class in Inca and Colonial Peru (em inglês). [S.l.]: Princeton University Press. ISBN 978-0-6910-2258-1

### Edição
- Meerbaum-Eisinger, Selma (29 de setembro de 2008).  Silverblatt; Silverblatt, eds. Harvest of Blossoms: Poems from a Life Cut Short (em inglês). [S.l.]: Northwestern University Press. ISBN 978-0-8101-2537-7 |nome4= sem |sobrenome4= em Editors list (ajuda)